# التبغ العشبي الذي لا يدخن
التبغ العشبي غير المدخن Herbal smokeless tobacco هو أي منتج يقلد أنواع التبغ الخالي من الدخان (مثل التبغ للمضغ والتبغ للتبخير والاستنشاق والسنوس وما إلى ذلك) ولكنه لا يحتوي على التبغ أو النيكوتين، أو يحتوي على التبغ ولكنه يحتفظ بالنيكوتين. بشكل مماثل للسجائر العشبية والسجائر الإلكترونية، يُستخدم التبغ العشبي غير المدخن غالبًا كوسيلة للمساعدة في الإقلاع عن تعاطي التبغ. استخدام التبغ العشبي غير المدخن يُعتبر بديلاً لاستخدام التبغ الخالي من الدخان والذي يمكن أن يساعد المستخدمين على الإقلاع عنه

### السنوس العشبي
السنوس العشبي هو بديل خالٍ من التبغ والنيكوتين للسنوس، وهو نوع من التبغ الذي لا يتطلب مضغه ويتم وضعه عادة على طول اللثة تحت الشفة العليا بدون الحاجة إلى بصقه. يعتبر استخدامه شائعًا جدًا في السويد

### غمس التبغ العشبي
تبغ العشبي المبلل أو المستنشق العشبي الرطب هو نسخة خالية من التبغ وغالبًا تكون خالية من نيكوتين من المستنشق الرطب، وهو منتج تبغي يُستخدم عن طريق الفم بوضعه إما على شكل تبغ ممتد أو معبأ على طول اللثة خلف الشفة. بعض هذه المنتجات، على الرغم من أنها خالية من التبغ، قد تحتوي على النيكوتين في حين أن منتجات أخرى خالية تمامًا من التبغ والنيكوتين. المستنشق العشبي المبلل له وجود محدود في محلات بيع التبغ مقارنة بالمنتجات التقليدية، لذلك تكون معظم مبيعاته عبر الإنترنت.